# Muusoctopus hokkaidensis
Muusoctopus hokkaidensis is een inktvissensoort uit de familie van de Enteroctopodidae. De wetenschappelijke naam van de soort werd voor het eerst geldig gepubliceerd in 1921 door S.S. Berry als Polypus hokkaidensis.